# گاه‌شماری دیسکوردیان

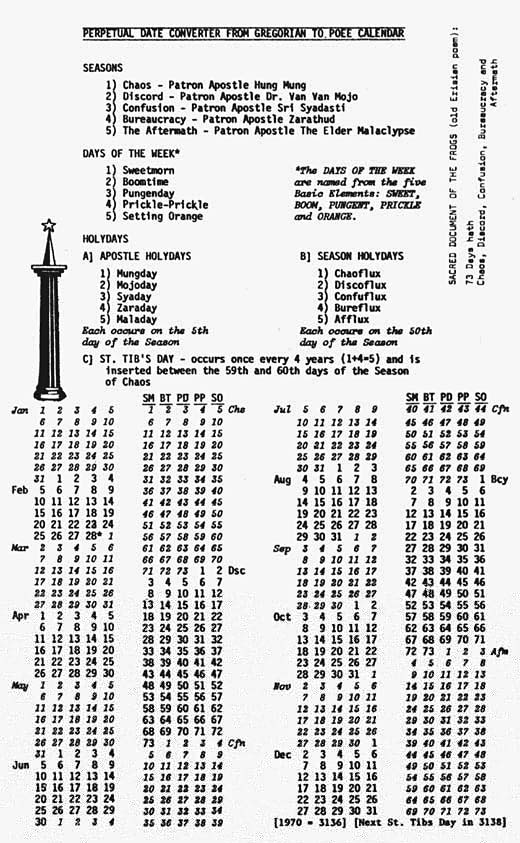
تقویم تبدیل دیسکوردین به میلادی

گاه‌شماری دیسکوردیان یا اریسیان یک تقویم جایگزین است که توسط برخی از پیروان دیسکوردگرایی استفاده می‌شود. این گاه‌شماری در صفحهٔ ۰۰۰۳۴ پرینسیپیا دیسکوردیا تعریف شده‌است.: ۰۰۰۳۴ 
نخستین سال دیسکوردی (YOLD) برابر با ۱۱۶۶ پیش از میلاد است. (در جای دیگری در پرینسیپیا دیسکوردیا ذکر شده‌است که نفرین گری‌فیس در سال ۱۱۶۶ پیش از میلاد اتفاق افتاد.: ۰۰۰۴۲  به‌عنوان یک مرجع، سال ۲۰۲۲ پس از میلاد برابر با سال ۳۱۸۸ یولد (سال بانوی دیسکورد ما (به انگلیسی: Year of Our Lady of Discord)) است. کوته‌نوشت «YOLD» در پرینسیپیا کاربردی ندارد، اگرچه عبارت «Year of Our Lady of Discord« یک بار در آن ذکر شده‌است.: ۰۰۰۵۳ 